# Anita Stewart
Anita Stewart (7 de febrero de 1895 - 4 de mayo de 1961) fue una actriz y productora cinematográfica estadounidense de la época del cine mudo. 

## Primeros años y carrera

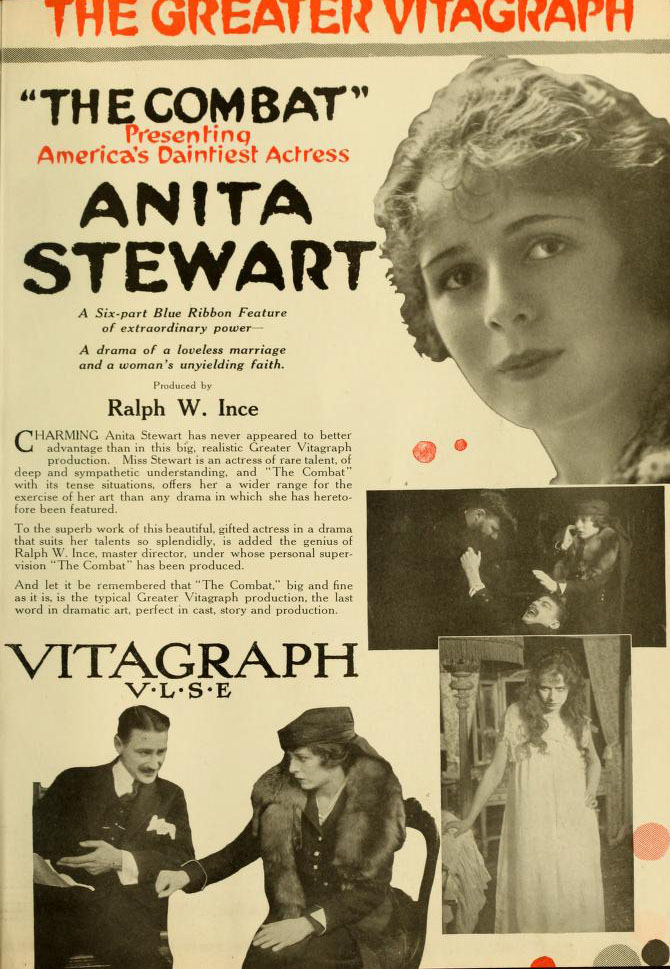
The Combat (1916)

Nacida en Brooklyn, Nueva York, su verdadero nombre era Anna May Stewart. Mientras estudiaba en 1911 en la Erasmus High School se inició en la interpretación haciendo pequeños papeles y trabajando como extra para los estudios Vitagraph Studios en Nueva York. Stewart fue una de las primeras actrices en conseguir el reconocimiento público en el naciente medio del cine. Entre sus primeros y más populares papeles destacan el éxito de taquilla de 1911 A Tale of Two Cities, dirigida por William J.Humphrey, en el cual trabajaban Mabel Normand, Dorothy Kelly, Norma Talmadge y John Bunny. Otros de sus mejores papeles fueron los de los filmes de 1913 The Forgotten Latchkey y The White Feather. 
En 1917 se casó con el actor Rudolph Cameron y se convirtió en la cuñada del actor y director Ralph Ince, que empezó a dar a la joven actriz papeles de mayor importancia en filmes de Vitagraph. A lo largo de la década de 1910 y de los primeros años de la de 1920, Anita Stewart fue una de las más famosas actrices cinematográficas, y a menudo fue emparejada en papeles románticos con su marido, Rudolph Cameron. Stewart también actuó con leyendas del cine como Mae Busch, Barbara La Marr y Walt Whitman.

## Contrato con Louis Mayer
Anita Stewart dejó su lucrativa carrera con Vitagraph Studios en 1918 para firmar un contrato con el empresario Louis B. Mayer, según el cual ella encabezaría su propia compañía dentro de los estudios de Mayer en Los Ángeles. Entre 1918 y 1919 Stewart produjo e interpretó siete filmes de éxito moderado. 
En 1928 Stewart se divorció de Cameron, y al año siguiente se casó con George Peabody Converse.

## Cine sonoro
Sin embargo, al igual que otros compañeros de profesión, Stewart tuvo grandes dificultades en la transición al cine sonoro. Tras rodar un único corto musical en 1932, The Hollywood Handicap, Anita Stewart se retiró de la pantalla.
Falleció a causa de un ataque al corazón en Beverly Hills, California, en 1961. Por su contribución a la industria cinematográfica, Anita Stewart recibió una estrella en el Paseo de la Fama de Hollywood, en el 6724 de Hollywood Boulevard.